# Буцькові косарики
Буцькові косарики — ботанічна пам'ятка природи місцевого значення в Уманському районі Черкаської області.

## Історія
Створено рішенням Черкаської обласної ради від 17.11.2023 № 21-42/VІIІ.

## Опис
Пам'ятка природи розташована біля с. Кислин Уманського району Черкаської області.
Під охороною перебуває ділянка лучної рослинності, де зростає популяція косариків черепитчастих, що занесені до Червоної книги України.